# Ordinateur de bord

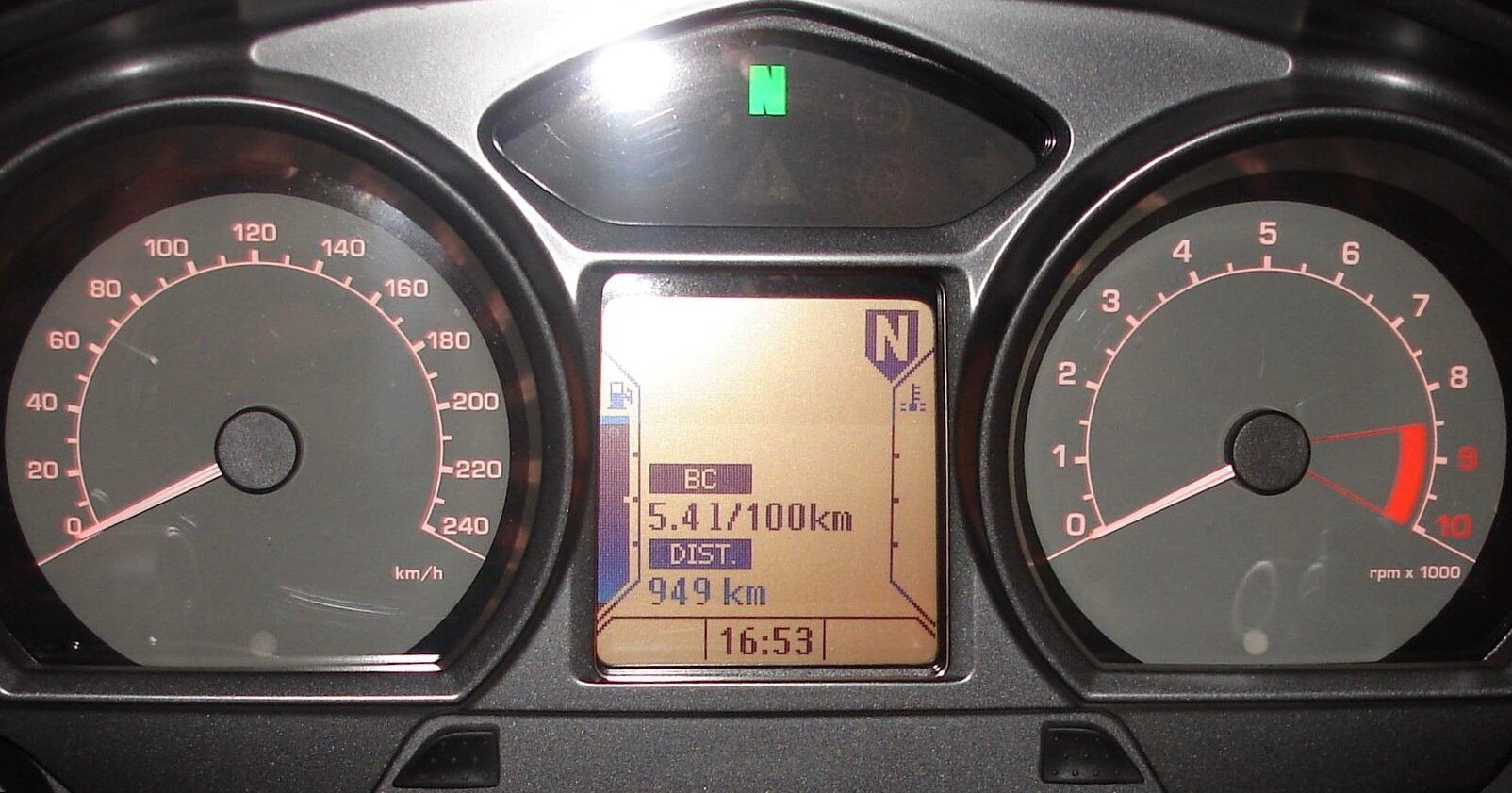
Fonctions d’un ordinateur de bord d’une moto, indiquant en particulier la consommation moyenne de carburant.

Un ordinateur de bord (en anglais ECU, pour « Electronic Control Unit ») est un ordinateur spécialisé intégré à un véhicule pour l’aide à la conduite et le respect des règles de sécurité et des caractéristiques du véhicule.

## Véhicules équipés

### Automobile
À l'apparition en Europe de cette technologie, dans les années 1970-1980, seules les automobiles de haut ou parfois de milieu de gamme disposaient d’un ordinateur de bord ; aujourd'hui, presque toutes les voitures en sont équipées. Celui-ci gère différentes fonctions du véhicule (contrôle du moteur (dont l'injection), consommation, contrôle de vitesse, systèmes d’aide à la conduite, ABS, ESP, boîte de vitesses automatique, etc.) et affiche des informations de base (distance parcourue, vitesse moyenne, consommations moyenne et instantanée de carburant, etc.),.

#### Prise diagnostic

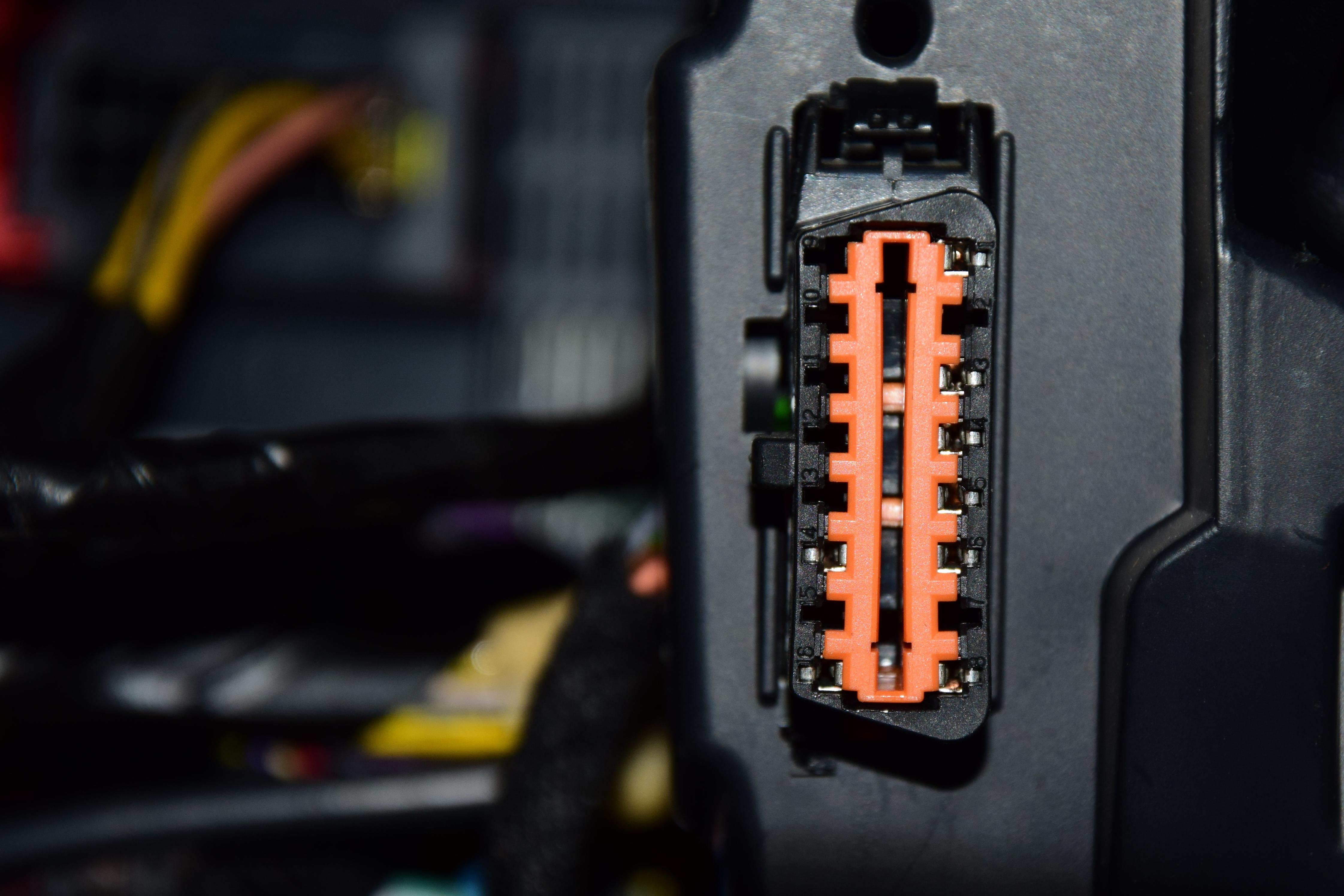
Prise OBD-II

Avec l'ordinateur de bord est apparue l'interface OBD (de l'anglais On-Board Diagnostics), embarquée sur la plupart des véhicules à moteur thermique produits dans les années 2000 (après 1997 pour OBD). Cette interface matérialisée par une prise à 16 broches, placée généralement à proximité du tableau de bord, permet le diagnostic matériel du moteur et, avec l'OBD2, celui des principaux équipements de la voiture.

### Aviation
Les avions sont équipés d’ordinateurs de bord, depuis que les systèmes informatiques, électroniques et d’asservissement ont atteint une fiabilité et une sécurité suffisante. La plupart des informations et des commandes de ces ordinateurs de bord sont enregistrées dans les boîtes noires.

### Marine
Depuis 2002, la plupart des navires sont équipés, comme les avions, de boîtes noires permettant, entre autres, de préciser les circonstances des incidents/accidents.